# Alto de Guajara
Alto de Guajara o montaña Guajara es una montaña que con sus 2715 m s. n. m. es el pico más alto de los que constituyen el anfiteatro natural de Las Cañadas del Teide en la isla de Tenerife ―Canarias, España―. Al mismo tiempo es la cuarta altitud de la isla y del archipiélago canario, tras el Teide, Pico Viejo y Montaña Blanca.
La montaña Guajara se halla incluida en el espacio natural protegido del parque nacional del Teide.
Existen senderos para acceder a la cumbre, no exentos de cierta dificultad.

## Toponimia
El término Guajara es un topónimo de procedencia aborigen guanche.
El poeta tinerfeño Antonio de Viana dio el nombre de Guajara a un personaje de su poema épico sobre la conquista de Tenerife. Guajara era una princesa guanche que al perder a su amado Tinguaro en la batalla de Aguere, se arrojó desde la montaña que por ella tomaría el nombre. Sin embargo, los expertos consideran que fue al revés, y que Viana utilizó el topónimo para nombrar a su personaje.

## Descripción
De origen plenamente volcánico, su proceso de formación comenzó hace unos 3 millones de años, momento en el cual, en Tenerife, se produjeron las series lávicas recientes II, III y IV, encargadas de dar forma en primera instancia al Edificio pre-Cañadas y más tarde al Edificio Cañadas I. Sin embargo, esta estructura geológica (Edificio Cañadas I) sufrió distintos colapsos que desencadenaron el hoy visible circo de Las Cañadas del Teide. Dicho de otra forma, la cámara magmática subyacente experimentó un notable hundimiento, de modo tal, que mientras el terreno central se desmoronó, el circundante permaneció en las cotas habituales, con un desnivel entre ambos estratos que en algunos puntos se aproxima hasta los 500 metros. Es aquí, en este terreno periférico donde se encuadra el Alto de Guajara, una montaña en la que predominan los elementos volcánicos de tipo aa (ignimbritas), aunque también aparecen otros.

## Flora
En abril de 2020 fue descubierta por varios investigadores una nueva especie de violeta para la ciencia que fue denominada Viola guaxarensis debido a que sus poblaciones se reducen principalmente a la montaña Guajara. Esta violeta es, junto con la del Teide Viola cheiranthifolia y la violeta de La Palma o pensamiento de cumbre Viola palmensis, una de las especies de este género en Canarias que habitan en ecosistemas de alta montaña.